# Brezje pri Slovenski Bistrici
Brezje pri Slovenski Bistrici je naselje v Občini Slovenska Bistrica.